# Die Kommandozentrale
Die Kommandozentrale (Originaltitel: The War Room) ist ein US-amerikanischer Dokumentarfilm aus dem Jahr 1993 von Chris Hegedus und D. A. Pennebaker über Bill Clintons Präsidentschaftswahlkampf im Jahr 1992. Der Film kam am 5. Dezember 1993 in die amerikanischen Kinos. In Deutschland wurde der Film erstmals auf der Berlinale am 13. Februar 1994 gezeigt.

## Inhalt
Die Filmemacher Chris Hegedus und D. A. Pennebaker begleiten den Wahlkampfstab von Bill Clinton im Jahr 1992, beginnend bei den New-Hampshire-Primaries bis hin zum Tag nach der Wahl. Dabei fokussieren sie sich auf zwei Stabmitglieder: Zum einen James Carville, der den Spitznamen Ragin’ Cajun (wütender Cajun) trägt, zum anderen den Kommunikationsleiter George Stephanopoulos, beides Wahlkampfstrategen der vordersten Reihe. Über den Film erfährt der Zuschauer eine Menge über Clintons Ideale und Methoden.

## Auszeichnungen
Der Film war bei der 66. Oscarverleihung für  den Oscar in der Kategorie „Bester Dokumentarfilm“ nominiert.

## Rezeption
Die Kommandozentrale erhielt von Kritikern allgemein positive Bewertungen. Auf Rotten Tomatoes hat der Film eine Bewertung von 95 %, basierend auf 22 Rezensionen, mit einer durchschnittlichen Bewertung von 8,1/10.
Owen Gleiberman von Entertainment Weekly subsumierte den Film 1993 mit den Worten, Die Kommandozentrale ist eine ausgelassene Feier der sauberen Tricks.
In The Austin Chronicle schrieb Marjorie Baumgarten, Zum Teil Drama, zum Teil Staatsbürgerkundeunterricht, zum Teil Unterhaltung hält der Film unsere Neugierde aufrecht, selbst trotz des vergänglichen Wissens, wie sich die Dinge entwickelten.